# Universitäten im Vereinigten Königreich
Dieser Artikel bietet eine Übersicht über die Universitäten im Vereinigten Königreich.

## Europa

### Britische Inseln
Universitäten in England
- Liste der Universitäten in England
- Liste der Universitäten in London

Anderswo in Großbritannien
- Liste der Universitäten in Wales
- Liste der Universitäten in Schottland

Anderswo auf den Britische Inseln
- Liste der Universitäten in Nordirland

### Gibraltar (Überseegebiet)
- University of Gibraltar

## Ortsunabhängig
- Arden University
- BPP University
- The University of Law
- The Open University
- University of London Worldwide

## Caribbean Überseegebiete
- American University of the Caribbean

Bermuda
- Bermuda College

Cayman Islands
- Cayman Islands Law School
- International College of the Cayman Islands
- University College of the Cayman Islands
- St. Matthew's University

West Indies
- University of the West Indies Open Campus

Montserrat
- University of Science, Arts and Technology

Saint Vincent and the Grenadines
- Saint James School of Medicine